# クリニクラウン
クリニクラウン（CliniClowns）は、主に入院中の小児の病室を訪れ、遊びやコミュニケーションなどを通じて心のケアをする専門家。日本では臨床道化師（りんしょうどうけし）と和訳されている。

## 概要
先進地はオランダで、『クリニック』(診療所)と『クラウン』(道化師)とを掛け合わせた合成語として主にヨーロッパで使われる。北米ではホスピタルクラウン(HospitalClown)またはクラウンドクター(ClownDoctor)と呼ばれる活動も存在する。ケアリングクラウン(CareingClown)という名称が使われることもあるが、これには老人ホーム・被災地・難民キャンプ・刑務所など医療現場以外での活動も含まれる事がある。
クリニクラウンに要求されるのはすぐれた表現力だけに留まらず、看護・衛生などの病院内で活動するための基礎知識、罹病の不安や不自由な生活への不満または社会から隔てられた環境に身を置く寂しさなどといった患者の心を把握するための心理学知識などを持たなければならない。コミュニケーションの仕方も、演技者と観客といった隔たりを置かない身近な友人として患者と接するようなかかわりをする必要がある。また病室ならではのスペースの狭さや家族への配慮などにも心がけなければならない。
そのような難しい場での活動ではあるが、クリニクラウンの来訪は患者だけにとどまらず、その家族・医療従事者・関係者たちの心理にも良い影響を与えることが出来る。一緒に笑い楽しんだ患者と医療従事者との関係をより良いものにする効果は、体験した医師や看護師からも数多く報告されている。

## アメリカでの活動
アメリカバージニア州の医師ハンター・アダムス(通称パッチ・アダムス)が、医学生当時から注目していた心と身体の間にある密接な関係を活用する方法として笑いの効果を治癒に生かそうと考え、1960年代末に始めたといわれている。1998年には、アダムス医師の半生がロビン・ウィリアムズ主演により映画化された。これが認知に大きく寄与し、影響はアメリカだけにとどまらず世界中に広がった。
1985年にはニューヨークを拠点とするビッグアップルサーカス所属のマイケル・クリステンセンが兄弟が入院していた病院から依頼を受けてパフォーマンスを披露した際、病気に苦しむ人こそ笑いが必要と痛感し、クラウンドクターと呼ばれる専門家の育成を本格的に開始した。彼らは全米で活動し、治癒と笑いとの関連を世間一般に認識せしめた。やがて、クラウンドクターの中にはヨーロッパやオーストラリアに渡って同様の活動をする者も現れ、その概念が国際的に拡大する端緒となった。この活動は「クラウン・ケア・ユニット」として引き継がれている。

## オランダでの活動
オランダに伝わったクラウンドクター活動は、やがて小児を対象としたクリニクラウンへと発展し、1992年には国民の寄付を中心としたクリニクラウン財団が設立され、最も先進的な取り組みを展開するに至った。募金による年間活動資金は600万ユーロ(約8億2千万円)に及び、所属する約60人のクラウンは職業としての地位を確立することが出来ている。
派遣先は長期入院の小児病院に留まらず、短期や外傷入院にまで対象を拡げ、さらには在宅治療をする小児のためにインターネットを利用した活動も行っている。また、積極的に国際展開にも当たり、ルーマニアでの団体設立や、日本のクリニクラウン組織の設立協力などを行っている。

## 日本での活動
アメリカでの実績や映画「パッチ・アダムス」上映などにより、日本でもクラウンの活動は小規模ながら始まり、病院単位での研究会など草の根のアクションは立ち上がっていた。
本格的に始まる機運は、2003年初頭、事故で娘が入院した日本在住オランダ人夫妻の「なぜ日本の小児病院にはクリニクラウンがいないの？」という彼らにとっては至極素朴な疑問が契機になった。この質問を受けたオランダ総領事館がクリニクラウン財団に要請して始まったオランダ人クラウンの派遣が少しずつ医療の場に浸透していった。
2005年6月にはクリニクラウン財団と提携して日本クリニクラウン協会(Japan CliniClowns Association)が大阪市に設立され、国内でのクリニクラウン養成が本格的に開始された。二度の公開オーディションには、演劇やテーマパークで働いた経験者ら約120人の応募者が集い、合格者は臨床現場での研修を重ねて医療知識を吸収し、かつ児童心理や保健衛生などの習得にも努めた。2006年3月1日、日本人初のクリニクラウンとなる男女4人が認定試験に合格し、大阪府母子保健総合医療センター(大阪府和泉市)などで本格的な活動を開始した。2007年5月現在、通算5回のオーディションで合格したクリニクラウンの卵たちが切磋琢磨の日々を送っている。
現在、募金のみで成り立つ日本クリニクラウン協会の運営は決して潤沢ではない。オランダのクリニクラウン財団は企業からの支援を制限するほどだが、日本での活動には、賛同者の支援を得るための広報活動に力点を置かなければならない段階にある。